# Jerome Harmon
Jerome Harmon (Gary, Indiana; 6 de febrero de 1969) es un exjugador de baloncesto estadounidense que jugó una temporada en la NBA, transcurriendo el resto de su carrera en ligas menores de su país y en competiciones europeas. Con 1,93 metros de estatura, jugaba en la posición de base.

## Trayectoria deportiva

### Universidad
Tras haber participado en su etapa de high school en el prestigioso McDonald's All American Game, jugó durante una única temporada con los Cardinals de la Universidad de Louisville, en la que promedió 14,7 puntos, 3,6 rebotes y 2,0 Asistencias por partido.

### Profesional
Tras no ser elegido en el Draft de la NBA de 1990, jugó en diferentes ligas menores de su país, hasta que en 1994 fichó por los Miami Heat de la NBA, quienes lo descartaron antes del comienzo de la competición. Meses más tarde fichó por los Philadelphia 76ers por diez días, renovando por diez más, disputando diez partidos en los que promedió 4,6 puntos y 2,3 rebotes.
Tras acabar contrato, firmó con el Pallacanestro Trieste de la liga italiana, con los que jugó siete partidos en los que promedió 13,1 puntos y 1,4 rebotes. Regresó posteriormente a su país, para jugar en la CBA, volviendo a Europa para jugar en la liga francesa, haciéndolo en tres equipos diferentes en dos temporadas, en el Cholet Basket, el Olympique d'Antibes y el Élan Sportif Chalonnais, disputando únicamente nueve partidos en total, siendo sus mejores registros los conseguidos con el Cholet, donde promedió 15,5 puntos por partido.
Acabó su carrera profesional jugando una temporada en el BBC Lausanne de la liga suiza.

## Estadísticas de su carrera en la NBA

### Temporada regular
| Temporada | Edad | Equipo             | Liga | Pos. | P  | TIT | MIN  | TC  | TCA | %TC  | 3P  | 3PA | %3P   | TL  | TLA | %TL  | R.OF. | R.DEF. | REB | ASIS | ROB | TAP | PER | FP  | PTS |
| 1994-95   | 25   | Philadelphia 76ers | NBA  | SG   | 10 | 0   | 15.8 | 2.1 | 5.3 | .396 | 0.1 | 0.1 | 1.000 | 0.3 | 0.6 | .500 | 0.9   | 1.4    | 2.3 | 1.2  | 0.9 | 0.0 | 0.7 | 1.2 | 4.6 |
| Total     |      |                    | NBA  |      | 10 | 0   | 15.8 | 2.1 | 5.3 | .396 | 0.1 | 0.1 | 1.000 | 0.3 | 0.6 | .500 | 0.9   | 1.4    | 2.3 | 1.2  | 0.9 | 0.0 | 0.7 | 1.2 | 4.6 |